# История почты и почтовых марок Сенегамбии и Нигера
История почты и почтовых марок Сенегамбии и Нигера соответствует недолгому периоду существования французской зависимой территории Сенегамбия и Нигер, образованной в 1902 году из мирной зоны Французского Судана и реорганизованной в 1904 году в колонию Верхний Сенегал и Нигер. В 1903 году в почтовое обращение этого временного колониального образования (ныне — часть Мали) была введена единственная серия из 13 почтовых марок.

## Выпуск почтовых марок
Несмотря на короткое существования этой административной единицы во Французской Западной Африке, правительство Франции успело издать для Сенегамбии и Нигера серию стандартных марок — французского омнибусного выпуска типа Мореплавание и торговля, на которых присутствовали надписи: фр. «République française. Colonies. Sénégambie et Niger» («Французская Республика. Колонии. Сенегамбия и Нигер») и «Postes» («Почта»).
В серию вошли миниатюры 13 номиналов, от 1 сантима до 1 франка. Они были отпечатаны на бумаге без водяных знаков типографским способом, название колонии при этом было нанесено синей или карминовой краской. Марки имели зубцовку 14 × 13½. Серия поступила в почтовое обращение в июле 1903 года.
До 1903 года на территории Сенегамбии и Нигера употреблялись почтовые марки Французского Судана. Собственные почтовые марки применялись в 1903—1904 годах. Кроме того, эти же марки имели хождение в административной единице Верхний Сенегал и Средний Нигер.

## Дальнейшая история
В 1904 году территориальная единица Сенегамбия и Нигер была преобразована в Верхний Сенегал и Нигер, а в 1920 году вошла в состав Французского Судана. С сентября 1960 года является частью независимой Республики Мали.
После административно-территориальной реформы почтовые марки Сенегамбии и Нигера ещё продолжали использовать некоторое время, пока в 1906 году их не заменили на марки Верхнего Сенегала и Нигера.

## Филателистическая ценность
В каталоге «Скотт» (издание 2006 года) марки Сенегамбии и Нигера оцениваются от 1 доллара 40 центов (за самые низкие номиналы) до 45 долларов (за самые высокие номиналы), при этом гашёные и чистые марки по цене не различаются.
Встречаются подделки марок Сенегамбии и Нигера (с зубцовкой 13½ × 14).